# 塘房陳氏民居
塘房陳氏民居位於四川省樂山市峨眉山市，文物遺址年代判定為民國。2012年7月16日公佈為第八批四川省文物保護單位。
塘房陳氏民居位於四川省樂山市峨眉山市雙福鎮塘房村六組。建於民國早期，坐北向南，占地面積295平方米，建築面積803.4平方米，為中西合壁風格的單體建築。平面呈方形，磚木結構三重簷八角攢尖頂，共五層，樓房通高19.7米。一至三層面闊五間16.25米，進深五間16.48米，第四層被屋頂覆蓋，呈隱蔽層，第五層為頂層，屋頂建重簷攢尖八角亭，亭高5米，共用8根亭柱。亭下樓頂為斜面坡式，四面坡頂共設8個呆光通風孔，東西兩側設撩望台2個，一至三樓外緣四周為通走廊，廊寬1.9米，一層廊道外沿無欄杆。每層有通道和廁所，樓房中部堅4根實心磚柱，踏道繞柱可盤旋至樓頂，樓房室內有壁爐8個。該樓所用青磚系專門設計燒制，樓房總體保存基本完整。塘房陳氏民居是樂山地區少見的西式風格民居建築，是研究地方建築文化多元化不可多得的實物資料。2006年，塘房陳氏民居被樂山市人民政府公佈為市級文物保護單位。